# Henri Kalama Akulez
 (mai 2025).
 (mars 2021).
La mise en forme du texte ne suit pas les recommandations de Wikipédia : il faut le « wikifier ».
Les points d'amélioration suivants sont les cas les plus fréquents. Le détail des points à revoir est peut-être précisé sur la page de discussion.
- Les titres sont pré-formatés par le logiciel. Ils ne sont ni en capitales, ni en gras.
- Le texte ne doit pas être écrit en capitales (les noms de famille non plus), ni en gras, ni en italique, ni en « petit »…
- Le gras n'est utilisé que pour surligner le titre de l'article dans l'introduction, une seule fois.
- L'italique est rarement utilisé : mots en langue étrangère, titres d'œuvres, noms de bateaux, etc.
- Les citations ne sont pas en italique mais en corps de texte normal. Elles sont entourées par des guillemets français : « et ».
- Les listes à puces sont à éviter, des paragraphes rédigés étant largement préférés. Les tableaux sont à réserver à la présentation de données structurées (résultats, etc.).
- Les appels de note de bas de page (petits chiffres en exposant, introduits par l'outil «  Source ») sont à placer entre la fin de phrase et le point final[comme ça].
- Les liens internes (vers d'autres articles de Wikipédia) sont à choisir avec parcimonie. Créez des liens vers des articles approfondissant le sujet. Les termes génériques sans rapport avec le sujet sont à éviter, ainsi que les répétitions de liens vers un même terme.
- Les liens externes sont à placer uniquement dans une section « Liens externes », à la fin de l'article. Ces liens sont à choisir avec parcimonie suivant les règles définies. Si un lien sert de source à l'article, son insertion dans le texte est à faire par les notes de bas de page.
- La présentation des références doit suivre les conventions bibliographiques. Il est recommandé d'utiliser les modèles {{Ouvrage}}, {{Chapitre}}, {{Article}}, {{Lien web}} et/ou {{Bibliographie}}. Le mode d'édition visuel peut mettre en forme automatiquement les références.
- Insérer une infobox (cadre d'informations à droite) n'est pas obligatoire pour parachever la mise en page.

Pour une aide détaillée, merci de consulter Aide:Wikification.
Si vous pensez que ces points ont été résolus, vous pouvez retirer ce bandeau et améliorer la mise en forme d'un autre article.
 (mars 2021).
Henri Kalama Akulez est un artiste plasticien et personnalité culturelle de la république démocratique du Congo, né à Sampwe le 23 mars 1973.

## Biographie

### Jeunesse
Il est Docteur en Arts plastiques et Phénoménologie de l’Art, fondateur de la plateforme Kalama-Les-Ateliers-Réunis, il est Professeur et actuel Directeur général de l’Académie des Beaux-Arts de Kinshasa. 
Au gré de son cursus académique et de son parcours professionnel d’artiste, Henri Kalama a sillonné les quatre coins du monde. 	
Tout d’abord, après ses études d’humanités artistiques (secondaires) à l’Institut des Beaux-Arts de Lubumbashi, il s’est rendu à Kinsahsa en 1996 pour poursuivre ses études supérieures à l’Académie des Beaux-Arts de Kinshasa, au département de peinture. 
Retenu comme enseignant à son département, Kalama obtient une bourse d’étude pour compléter sa formation de deuxième cycle (licence) en Chine de 2001 à 2003 à la China Academy of Art à Hangzhou. Tout en continuant ses enseignements à Kinshasa, il poursuit le programme de troisième cycle en Arts plastiques dans la même académie chinoise et y a obtenu un diplôme de Master en art (MFA) en 2007, puis celui de doctorat en arts plastiques et phénoménologie de l’art en 2014.
A son retour à Kinshasa, Kalama est nommé Professeur et Chef de Département de Peinture à l’Académie des Beaux-Arts de Kinshasa en 2015, puis Directeur général (Recteur) de cette institution en 2016,.

### Carrière
Chercheur et Professeur d’université, Kalama rend publiques ses réflexions scientifiques et participe à des colloques et tables rondes où il parle non seulement de son activité artistique, mais aussi et surtout de la pratique de l’art dans l’Afrique contemporaine ainsi que de sa vision des politiques culturelles et éducatives dans son pays, la RD Congo.
En 2017 : « Peinture en RD Congo: Culture et identité », à ArtSearch Symposium organisé par l’University of Witwatersrand: Wits School of Arts, à Johannesburg (Afrique du sud) ;
En 2018 : « Le musée une école de formation, un partenaire des écoles d’arts » à l’Atelier « Les musées en conversations » organisé par le Centre d’art Waza & Goethe Institute à Kinshasa (RD Congo) ;
En 2019 : « Pour une école artistique pluridisciplinaire et transversale », au Symposium Triangles Tournoyants, organisé par Savvy Contemporay à Kinshasa (RD Congo).
En 2020 : « D’état de lieu de l’art entant qu’acteur du développement en RD Congo » à la 7ème édition du Festival international du cinéma de Kinshasa.

## Peintre abstrait de l’universalisme
Tout en reconnaissant ses origines géographiques et culturelles congolaises, Kalama ne s’identifie pas comme un « artiste africain ». Il se définit plutôt comme un « artiste d’origine africaine ». En effet, très jeune, sa démarche artistique s’est démarquée et même dépêtrée du conformisme, des chemins battus autour de l’identité culturelle, de l’authenticité congolo-africaine des masques idéogrammes et pictogrammes qui étaient en vogue à l’Académie des Beaux-arts de Kinshasa.
Kalama bascule dans l’art abstrait à sa rencontre avec la peinture abstraite telle que « Ceci est la couleur de mes rêves » de Joan Miró. Il développe une passion pour une démarche artistique à la fois pragmatique et phénoménologique qui l’a porté au « métalangage de la peinture » afin de faire jaillir la vérité de l’être dans l’œuvre à travers la couleur. 
Dans cette dynamique, son œuvre lui permet d’essayer de « transmettre l’universel de l’humanité en tant qu’elles sont un dépôt de significations », « de trouver la vie et de rendre perceptibles ses pulsations » dans ce qu’il appelle les « vibrations cosmiques ».
Esprit subtil, de manière perspicace, dans son œuvre, le Professeur Kalama lie l’art à la science pour penser et pratiquer la peinture comme une expérience spirituelle et poétique, comme un long itinéraire intérieur qui va de l’inspiration (idée) à la transpiration (exercice physique de réalisation d’une œuvre) à travers les couleurs et les formes qui reflètent un ensemble d’émotions, de sensations, d’états d’âme à l’instar d’une musique instrumentale ou d’un roman alléchant.
Son œuvre cherche à exprimer l’idéal d’un univers éthique et esthétique à travers des émotions chargées d’images, des mouvements, des danses, … qui manifestent une tension et une intentionnalité de l’Être et du Temps, pour reprendre le titre de l’ouvrage du phénoménologue allemand Martin Heidegger.
Comme tous les grands et profonds esprits qui innovent dans le silence, depuis ses premiers pas d’études universitaires, Kalama fait de l’art autrement en explorant les territoires de la couleur et ses insoupçonnables déclinaisons. Il faut comprendre sa peinture abstraite comme la résultante de l’extraction des éléments essentiels d’une entité mentale ou physique pour s’approprier l’univers éthique et esthétique du mystère du monde. Dans son génie artistique, Kalama a ouvert la pratique contemporaine kinoise de l’art à l’universel, à l’humanisme, au cosmos qui sont concevables par tout homme, quel que soit son milieu d’origine.

## Expositions
Artiste contemporain, les thématiques qu’il aborde dans ses multiples expositions à travers le monde, reflètent bien ses sensibilités et sa vie intérieure ainsi que les problèmes et les espoirs planétaires qu’il fait vibrer dans ses œuvres comme l’écho du souci et des aspirations des hommes de notre temps.
Parmi ses importantes expositions, les plus notables sont : 
- 2001 : RDC, Kinshasa, Exposition permanente à la galerie « Symphonie des Arts »
- 2002 : Chine, Shanghai, Village des peintres (Exposition personnelle)
- 2003 : Chine, Hangzhou, Université d’été dans le cadre du programme « Echanges des sujets d’études allemandes » une coopération entre l’ « Univestité des Arts de Berlin » et la « China Academy of Art »
- 2004 : Pologne, Cracovie, Galerie  « Tarnowskiego »
- 2004 : Allemagne, Dortmund, Exposition « Bikeko ! Fascination pour	 les Arts congolais » au RWE Sonnenenergieforum (Parc de Westfalen)
- 2005 : Chine, Chengdu, « Biennale de Chengdu »
- 2005 : Chine, Shanghai, « I. Gallery »
- 2006 : Chine, Hangzhou, « Les Etoiles du Siècle », Exposition du département de peinture à l'huile de la China Academy of Art
- 2006 : Allemagne, Bochum Musée Bergmannsheil
- 2006 : Autriche, Leonding/Linz, RBL-Galerie, « Vibrations – Schwingungen »	(exposition personnelle)
- 2007 : Chine, Shenzhen, « Xin Shi Jue 07 », Exposition nationale d’excellentes œuvres de meilleurs diplômés de l’année 2007 de Départements de peinture à l'huile de la Chine, He Xiangning Art Museum (en)
- 2007 : Belgique, Ottignies Louvain la Neuve, Centre culturel Ottignies, « Yambi »
- 2007 : Belgique, Bruxelles, « Art Shop 07 », Galerie « Fayla »
- 2010 : Cameroun, Douala, « Cercle municipal de Douala », « Couleurs et toiles »
- 2010 : États-Unis, New York, « Dumbo Arts Festival »
- 2010 : Autriche, Leonding, Galerie Raiffeisenbank, Cinquante ans de l’indépendance de la République Démocratique du Congo, « Begegnung – Rencontre »
- 2010 : États-Unis, Floride, « Arts for a better world »
- 2011 : Afrique du Sud, Johannesburg, « Art for peace »
- 2011 : Autriche, Waidhofen an der Ybbs, Sarto Galerie im RIZ Gründerzentrum, (M) Ein Blick ins Land Niederösterreich
- 2011 : RD Congo, Kinshasa, Galerie TMB, « 50ans de l'indépendance »
- 2012 : Chine, Hangzhou, « The 5th biennial exhibition of the International College of China Academy of Art »
- 2012 : Allemagne, Dortmund, Museum für Kunst und Kulturgeschichte, « Le surréel Congo », dans le cadre de « Kinshasa - Stadt der Bilder »
- 2018 : Japon, Tokyo, Art Fair Tokio. « World Art Tokyo 2018 »
- 2018 : Chine, Hangzou, China Academy of Art, « Xihai Yitong »
- 2018 : RD Congo, « 75 ans de l’Académie des Beaux-Arts de Kinshasa »

## Distinctions
Son travail lui vaut également plus d’une quinzaine de prix nationaux et internationaux : 
- 1998 : Prix du Centre culturel « Wallonie Bruxelles », pour l'affiche du cinéma européen, Kinshasa ;
- 2006 : Prix de l’excellence « International College » de la China Academy of Art ;
- 2007 : Désigné comme l’un des cinq meilleurs diplômés artistes de la province de Zhejiang ;
- 2012 : Premier prix « The 5th biennial exhibition of the International College » à China Academy of Art ;
- 2014	: Prix de excellence « All Art Under The Sun » à la China Academy of Art International College ;
- 2016 : Prix du meilleur artiste plasticien ; par Maxy Agency ;
- 2017 : Diplôme de Mérite pour l'implication dans la transformation et la modernisation des infrastructures, de l'enseignement et de l'image de la marque de l'Académie des Beaux-Arts de Kinshasa ; par le « Journal Universitaire » ;
- 2017 : Diplôme de Mérite pour l'engagement dans la lutte contre la stigmatisation de l'albinisme. Par « Plus de Couleurs » ;
- 2017 : Diplôme de Mérite pour l'insertion professionnelle réussie ; par l' « Association des anciens étudiants congolais en Chine » ;
- 2017 : Prix Pool Malebo pour la culture ; par Maxy Agency ;
- 2019 et 2020 : Prix « Lokumu » Homme culturel de l’année, par « Arts.cd »[5] ;
- 2019 : Nommé pour le prix « Titans : Bulding Nations » ; par COE GLABAL en Afrique du Sud ;

## Publications
Ses publications sur l’art en Afrique incluent les articles suivants :
- « Le paradigme "Art Africain" : de l’origine à sa physionomie actuelle », in Artl@s Bulletin, n°1 (2018), pp. 18-30.
- « Problèmes contextuels et conceptuels de la « découverte » de l’art « nègre » et du renouveau de l’art occidental », in Annales de l’ABA, n°07 (2019), pp. 36-59.
- « Culture et création artistique dans le contexte congolais », in  Revue philosophique de Kinshasa, vol. 3 (2020), pp. 207-219.
- « L’œuvre d’art comme lieu de l’ « épiphanie » de la mémoire vivante et des idéaux sociaux », in Annales de l’ABA, n°08 (2020), pp. 53-68. * Abstraire : essai d’autobiographie picturale (est un livre encore sous presse)